# Atlantagrotis nelida
Atlantagrotis nelida là một loài bướm đêm thuộc họ Noctuidae. Nó được tìm thấy ở vùng Maule của Chile và the tỉnh Chubut của Argentina.
Sải cánh dài khoảng 31 mm đối với con đực và 32 mm đối với con cái. Con trưởng thành bay từ tháng 1 đến tháng 2 in Chile và từ tháng 10 đến tháng 11 in Argentina.